# Neuplatz (Minden)
Der Neuplatz ist eine städtebaulicher Platz in der ostwestfälischen Stadt Minden in Nordrhein-Westfalen, der heutzutage als Parkplatz dient.

## Geschichte
Der Neuplatz liegt im Stadtteil Rechtes Weserufer am westlichen Teil der alten ehemaligen Bahnhofsfestung und diente in seinen Anfängen als Exerzierplatz. Der freie Platz ist zunächst von einer Bogenschiene der Mindener Kreisbahnen belegt worden, die hier ihre Stichbahn zum Bahnhof „Minden Bahnhof“ geführt hatte. Diese wurde 1957 eingestellt und abgebaut, sodass der Neuplatz wieder entstand.
Der Neuplatz wird tangential durch die Straßen Kaiserstraße und Hafenstraße umfasst. 1952/53 wurden dann eine Reihe von Geschäftslokalen mit einer Milchbar in Pavillonbauweise errichtet. Sie schlossen die Baulücke in dieser Gegend. Sie wurden dann zu Beginn der 1980er Jahre abgerissen, das Grundstück befindet sich im Eigentum der Stadt Minden.
Ihr Tochtergesellschaft der Stadt Minden errichtet hier einen kostenpflichtigen Parkplatz. Der Boden wurde auf gepflastert und geteert.